# Acid Mothers Temple
Acid Mothers Temple es una banda japonesa de rock, perteneciente al rock psicodélico y space rock fundada en 1995 por el guitarrista Kawabata Makoto, líder del grupo. La banda ha tenido varias formaciones. Sus composiciones suelen ser extensas, con largos pasajes improvisados y dinámicas variadas, que puedan pasar de una melodía acid folk a secciones de rock ácido con guitarras fuertes y sintetizadores, reminiscentes de Jimi Hendrix, Frank Zappa y Gong, o pasajes de rock espacial. 
Los títulos de sus canciones hacen a menudo referencia a sus influencias. A lo largo de su carrera han utilizado múltiples variaciones de su nombre, como Acid Mothers Temple & the Melting Paraíso U.F.O., Acid Mothers Temple & the Cosmic Inferno, o Acid Mothers Temple & the Incredible Strange Band. En algunas ocasiones ha colaborado con la banda psicodélica británica Gong y esta colaboración se llamó Acid Mothers Gong. También es notoria su prolífica actividad, que se manifiesta en una importante discografía y en conciertos en todo el mundo. 

## Integrantes
- Anexo:Miembros de Acid Mothers Temple

## Discografía

### Acid Mothers Afrirampo
- We Are Acid Mothers Afrirampo! (2005)

### Acid Mothers Gong
- Acid Motherhood (2004)
- Live in Nagoya (2006)
- Acid Mothers Gong Live Tokyo (2006)
- Acid Mothers Gong Live at the Melkweg Ámsterdam November 2006 as Part of the Gong Unconvention

### Acid Mothers Temple & The Cosmic Inferno
- "Another Band from the Cosmic Inferno European Tour 2005" Cosmic Funeral Route 666 (2005)
- Just Another Band from the Cosmic Inferno (2005)
- Anthem of the Space (2005)
- Demons from Nipples (2005)
- IAO CHANT from the Cosmic Inferno (2005)
- Trigger In Trigger Out (2005)
- Starless and Bible Black Sabbath (2006)
- Ominous from the Cosmic Inferno (2006)
- 2006 Summer Live!! (DVD, 2006)
- Uncle Hardcore Meat (DVD, 2007)
- split with Je Suis France (2007)
- Ominous from the Cosmic Inferno (2008)
- Pink Lady Lemonade - You're From Outer Space (2008)
- Journey into the Cosmic Inferno (2008)
- Hotter than Inferno: Live in Sapporo (2008)
- Hotter than Inferno: Live in Osaka DVD (2008)
- Sonic Attack: psychadelic Warlords Split 7" with White Hills (2008)

### Acid Mothers Temple & the Melting Paraíso U.F.O.
- Acid Mothers Temple & the Melting Paraíso U.F.O. (1997)
- Pataphisical Freak Out MU!! (1999)
- Wild Gals a Go-Go (1999)
- Live in Occident (2000)
- Troubadours from Another Heavenly World (2000)
- La Nòvia (2000)
- Absolutely Freak Out (Zap Your Mind!!) (2001)
- New Geocentric World of Acid Mothers Temple (2001)
- 41st Century Splendid Man (EP) (2001)
- Greatful Head (EP) (2001)
- Monster of the Universe (EP) (2001)
- Born to Be Wild in the USA 2000 (2002)
- In C (2002)
- Do Whatever You Want, Don't Do Whatever You Don't Want!! (2002)
- Electric Heavyland (2002)
- Live in Japan (2002)
- Univers Zen ou de zéro à zéro (2002)
- St. Captain Freak Out & the Magic Bamboo Request (2002)
- Dokonan: Acid Mothers Temple on Tour in US (2002)
- Magical Power from Mars (2003)
- Last Concert in Tokyo (2003)
- The Day Before the Sky Fell in America (2003)
- A Thousand Shades of Grey (2003, split with Escapade)
- Hypnotic Liquid Machine from the Golden Utopia (2004)
- Mantra of Love (2004)
- Does the Cosmic Shepherd Dream of Electric Tapirs? (2004)
- The Penultimate Galactic Bordello Also the World You Made (2004)
- Minstrel in the Galaxy (2004)
- Close Encounters of the Mutants (2004)
- Goodbye John Peel: Live in London 2004 (2005)
- Have You Seen the Other Side of the Sky? (2006)
- Power House of the Holy (2006)
- Myth of the Love Electrique (2006)
- Crystal Rainbow Pyramid Under the Stars (2007)
- Nam Myo Ho Ren Ge Kyo (2007)
- Acid Motherly Love (2007)
- The Early Acid Mothers Temple Recordings 1995-1997 (2007)
- Acid Mothers Temple Festival Vol.5: Live at Tokuzo Nagoya Dec. 2006 (2007)
- Nam Myo Ho Ren Ge Kyo (2007)
- Recurring Dream and Apocalypse of Darkness (2008)
- 41st Century Splendid Man Returns (2008)
- Never Ending Space Ritual: History of Acid Mothers Temple & the Melting Pariaso UFO (2008)
- Interstellar Guru and Zero (2008)
- Cometary Orbital Drive (2008)
- Glorify Astrological Martyrdom (2008)

### Acid Mothers Temple & The Pink Ladies Blues
- Acid Mothers Temple & The Pink Ladies Blues featuring the Sun Love and the Heavy Metal Thunder (2006)
- The Soul of a Mountain Wolf (2007)

Interplanetary love

### Acid Mothers Temple SWR
- SWR (2005)
- Stones, Women, & Records (2007)

### Kawabata Makoto & The Mothers of Invasion
- Hot Rattlesnakes (2002)